# Martin Pechlát
Martin Pechlát (* 30. října 1974 Praha) je český herec.

## Životopis
Vystudoval střední průmyslovou školu strojní, avšak nakonec se rozhodl pro herectví. Byl přijat na katedru alternativního a loutkového divadla na pražskou DAMU, kde absolvoval v roce 2005.
Nastoupil do angažmá do Pražského komorního divadla, sídlícím v Divadle Komedie, kde zůstal až do jeho zániku v roce 2012. Vytvořil zde řadu výjimečných a charakterově odlišných rolí, například advokáta v Kafkově Procesu, Kaplana v Poslední chvíli lidstva, mluvčího ve Spílání publiku či děkana ve Světonápravci. Za ztvárnění Goebellse ve hře Goebbels/Baarová obdržel v roce 2009 Cenu Alfréda Radoka za nejlepší mužský herecký výkon a Cenu Thálie. O dva roky později získal opět Cenu Alfréda Radoka, a to za roli Andrease Kartáka ve hře Legenda o sv. pijanovi. V roce 2011 ztvárnil pana Müllera ve hře Rainera Wernera Fassbindera, Odpad, město, smrt a roli si zopakoval i ve stejnojmenném filmovém zpracování v režii Jana Hřebejka.
V divadelní sezóně 2012–2013 vstoupil do angažmá do Národního divadla. Kromě divadla se též četně objevuje v televizních seriálech a ve filmech.

## Divadelní role (výběr)
- 2007 Franz Kafka: Proces, Advokát, Divadlo Komedie, režie Dušan D. Pařízek
- 2009 Oliver Reese, Dušan D. Pařízek: Goebbels/Baarová, Goebbels, Divadlo Komedie, režie Dušan D. Pařízek
- 2010 Peter Handke: Spílání publiku 2010, Mluvčí 2, Divadlo Komedie, režie Dušan D. Pařízek
- 2011 Rainer Werner Fassbinder: Odpad, město, smrt, pan Müler, Divadlo Komedie, režie Dušan D. Pařízek
- 2011 Joseph Conrad: Srdce temnoty, Rus, Divadlo Komedie, režie David Jařab
- 2011 Joseph Roth, David Jařab: Legenda o sv. pijanovi, Andreas Karták, Divadlo Komedie, režie David Jařab
- 2012 Irvine Welsh: Ucpanej systém, intelektuál, Dejvické divadlo, režie Michal Vajdička
- 2013 Václav Havel: Zahradní slavnost, Hugo Pludek, Stavovské divadlo, režie Dušan D. Pařízek
- 2014 Johannes Urzidil, David Jařab: Kvartýr, Flaschenkopf, Národní divadlo, režie David Jařab
- 2015 Marius von Mayenburg: Kámen, Wolfgang, Stavovské divadlo, režie Michal Dočekal
- 2015 Matthew Lombardo: High – lety peklem, Otec Michael Delpapp, La Fabrika, režie Viktor Tauš
- 2015 Peter Morgan: Audience u královny, David Cameron, Stavovské divadlo, režie Alice Nellis
- 2015 Anja Hillingová: Spolu/Sami, Leon, Národní divadlo, režie Daniel Špinar
- 2016 Lenka Lagronová: Jako břitva (Němcová), Básník, Stavovské divadlo, režie Štěpán Pácl
- 2016 Ladislav Fuks: Spalovač mrtvol, Karel Kopfrkingl, Stavovské divadlo, režie Jan Mikulášek
- 2017 Petr Zelenka: Věra, bratr a fotograf, Studio DVA, režie Alice Nellis
- 2018 Johann Wolfgang von Goethe: Faust, Faust, Stavovské divadlo, režie Jan Frič
- 2018 Ondřej Škrabal: Zjevení pudla,[8] herec/Faust, Divadlo Komedie (Studio Rote), režie Ondřej Škrabal
- 2018 Ingmar Bergman, Lucie Trmíková: Soukromé rozhovory, Henrik, Divadelní spolek JEDL, režie Jan Nebeský
- 2019 Franz Grillparzer: Sláva a pád krále Otakara, Přemysl Otakar II, Divadlo Komedie, režie Michal Hába
- 2020 Friedrich Dürrenmatt: Komplic, Doc, Dejvické divadlo, režie David Šiktanc
- 2021 Petr Zelenka, Olga Šubrtová: Da Vinci, Silvio, Jihočeské divadlo (Otáčivé hlediště Český Krumlov), režie Petr Zelenka
- 2021 Bertolt Brecht: Matka kuráž a její děti, kuchař, Divadlo ABC, režie Michal Hába

## Filmografie
| Rok  | Název                        | Role                              | Poznámky                                                        |
| ---- | ---------------------------- | --------------------------------- | --------------------------------------------------------------- |
| 2003 | Nuda v Brně                  | Jaroslav Pichlík                  |                                                                 |
| 2003 | Útěk do Budína               |                                   | televizní seriál                                                |
| 2006 | Vratné lahve                 | Karel                             |                                                                 |
| 2006 | Účastníci zájezdu            | Vladimír                          |                                                                 |
| 2007 | Václav                       | Václavův otec                     |                                                                 |
| 2008 | Expozitura                   | Drobečkův technik                 | televizní seriál, díly: „Král je mrtev“ a „Pašeráci“            |
| 2008 | Kriminálka Anděl             | farář                             | televizní seriál, díly: „Únos“, „Otázka víry“ a „Bláznivá smrt“ |
| 2008 | František je děvkař          | Viktor Outrata                    |                                                                 |
| 2009 | 3 sezóny v pekle             | host na večírku                   |                                                                 |
| 2010 | Okresní přebor               | spravedlivý rozhodčí              | televizní seriál, díl: „Derby“                                  |
| 2010 | Cesty domů                   | Andrej Šiler                      | televizní seriál, vedlejší role                                 |
| 2010 | Hlava – ruce – srdce         | Václav                            |                                                                 |
| 2010 | Ženy v pokušení              | Fabián                            |                                                                 |
| 2010 | Dokonalý svět                | Andrein manžel                    | televizní seriál, vedlejší role                                 |
| 2011 | Autopohádky                  | vývojář Jinda                     |                                                                 |
| 2012 | Odpad město smrt             | pan Müller                        |                                                                 |
| 2012 | Příliš mladá noc             | David                             |                                                                 |
| 2012 | Polski film                  | sám sebe                          |                                                                 |
| 2012 | Policajti z centra           | Ben                               | televizní seriál, vedlejší role                                 |
| 2013 | Něžné vlny                   | profesor Kadlec                   |                                                                 |
| 2013 | Rozkoš                       | Adam, cestovatel a bývalý milenec |                                                                 |
| 2013 | Ulice                        | MUDr. Libor Seidl                 | televizní seriál, vedlejší role                                 |
| 2013 | Dámi/Nedámi                  | Pavel                             | internetový seriál                                              |
| 2014 | Život a doba soudce A. K.    | MUDr. Musil                       | televizní seriál, díly: „Kněz“ a „Místo narození“               |
| 2015 | Vraždy v kruhu               | Václav Eliáš                      | televizní seriál, díl: „Mrtvý v síti“                           |
| 2015 | Rodinný film                 | Martin                            |                                                                 |
| 2015 | Policie Modrava              | manažer hotelu Modrava            | televizní seriál, díl: „Jak málo stačilo“                       |
| 2015 | Všechny moje lásky           | Miloš                             | televizní seriál, díl: „Manžel na chvilku“                      |
| 2016 | Já, Olga Hepnarová           | Miroslav David, Olžin přítel      |                                                                 |
| 2016 | Bezva ženská na krku         | pozůstalý                         |                                                                 |
| 2016 | Řachanda                     | rytíř Albert                      |                                                                 |
| 2016 | Strašidla                    | učitel Jůza                       |                                                                 |
| 2016 | Rudý kapitán                 | Miloučký                          |                                                                 |
| 2016 | Modré stíny                  | Termer                            | televizní seriál, vedlejší role                                 |
| 2016 | Jako z filmu                 | psycholog                         | experimentální film                                             |
| 2016 | V.I.P. vraždy                | podnikatel Kamil Sládeček         | televizní seriál, díl: „Běžné rituály“                          |
| 2016 | Vlk z Královských Vinohrad   | vyšetřovatel                      |                                                                 |
| 2016 | Doktor Martin                | Vlk                               | televizní seriál, díl: „V kurníku“                              |
| 2017 | Temný Kraj                   | manžel veterinářky                | televizní seriál                                                |
| 2017 | Turistka                     | policista                         | studentský film                                                 |
| 2017 | Kapitán Exner                | architekt                         | televizní seriál                                                |
| 2017 | Milada                       | vedoucí důstojník gestapa         |                                                                 |
| 2017 | Trapný padesátky             | prezident                         | televizní seriál                                                |
| 2017 | Marie Terezie                | protokolář                        |                                                                 |
| 2018 | Pepa                         | Eman, Milenin manžel              |                                                                 |
| 2018 | Všechno bude                 | policista                         |                                                                 |
| 2018 | Rédl                         | Navara                            | seriál                                                          |
| 2019 | Poslední aristokratka        | kastelán Josef                    |                                                                 |
| 2019 | Princip slasti               | prokurátor Kohout                 | televizní seriál                                                |
| 2019 | Sever                        | Rostislav Valenta                 | televizní seriál                                                |
| 2019 | Bez vědomí                   | doktor                            | televizní seriál                                                |
| 2020 | Stockholmský syndrom         | podplukovník Taraba               |                                                                 |
| 2020 | Případ mrtvého nebožtíka     | Rorýs                             |                                                                 |
| 2020 | Místo zločinu Ostrava        | Dubský                            | televizní seriál                                                |
| 2020 | Chlap na střídačku           | Michal, historik umění            |                                                                 |
| 2021 | Prvok, Šampón, Tečka a Karel | Prvok                             |                                                                 |
| 2021 | Zločiny Velké Prahy          | Šalanada                          | televizní seriál, díl: „Tajemství“                              |
| 2021 | Hvězdy nad hlavou            | hostinský Standa                  | televizní seriál                                                |
| 2021 | Atlas ptáků                  | Martin Róna                       |                                                                 |
| 2021 | Okupace                      | Jindřich, divadelní režisér       |                                                                 |
| 2021 | Co ste hasiči                | Jára                              | televizní seriál                                                |
| 2021 | Pan profesor                 | Jaroslav Král, ředitel školy      | televizní seriál                                                |
| 2022 | Slovo                        | pozůstalý syn                     |                                                                 |
| 2022 | Indián                       | Jiří                              |                                                                 |
| 2022 | Arvéd                        | Josef Šábe                        |                                                                 |
| 2022 | Zločin na hranicích          | Jaromír Králík                    | televizní film                                                  |
| 2022 | Národní házená               | Antonín Haas                      | seriál                                                          |
| 2023 | Táta v nesnázích             | Petr Hora                         | televizní seriál                                                |
| 2023 | Hadí plyn                    | Ing. Engel                        |                                                                 |
| 2023 | Sucho                        |                                   |                                                                 |